# 3α,7α-ジヒドロキシ-5β-コレスタン酸CoAリガーゼ
3α,7α-ジヒドロキシ-5β-コレスタン酸CoAリガーゼ(3-alpha,7-alpha-dihydroxy-5-beta-cholestanate-CoA ligase、EC 6.2.1.28)は、以下の化学反応を触媒する酵素である。
ATP + (25R)-3α,7α-ジヒドロキシ-5β-コレスタン酸 + CoA{\displaystyle \rightleftharpoons }AMP + 二リン酸 + (25R)-3α,7α-ジヒドロキシ-5β-コレスタン酸CoA
従って、この酵素の3つの基質はATPと(25R)-3α,7α-ジヒドロキシ-5β-コレスタン酸とCoA、3つの生成物はAMPと二リン酸と(25R)-4-3α,7α-ジヒドロキシ-5β-コレスタン酸CoAである。
この酵素は、リガーゼ、特に酸-チオールリガーゼに分類される。系統名は、3α,7α-ジヒドロキシ-5β-コレスタン-26-酸:CoAリガーゼ(AMP生成)である。その他よく用いられる名前に、3alpha,7alpha-dihydroxy-5beta-cholestanoyl coenzyme A synthetase、DHCA-CoA ligase、3alpha,7alpha-dihydroxy-5beta-cholestanate:CoA ligase (AMP-forming)等がある。
この酵素は、胆汁酸の生合成に関与している。